# Архиепархия Аделаиды
 Архиепархия Аделаиды  (лат. Archidioecesis Adelaidensis) — архиепархия Римско-Католической церкви с центром в городе Аделаида, Австралия. В митрополию Аделаиды входят епархии Дарвина, Порт-Пири. Кафедральным собором архиепархии Аделаиды является собор святого Франциска Ксаверия.

## История
5 апреля 1842 года Римский папа Григорий XVI выпустил бреве «Ex debito», которым учредил епархию Аделаиды, выделив её из апостольского викариата Новой Оланды и Земли Ван-Демьена (сегодня — Архиепархия Сиднея). 22 апреля 1842 года епархия Аделаиды вошла в митрополию Сиднея.
В 1845 году епархия Аделаиды передала часть своей территории в пользу возведения апостольского викариата Кинг-Джорджа-Саунда, который был упразднён в 1847 году.
31 марта 1874 года епархия Аделаиды вошла в митрополию Мельбурна.
10 марта 1887 года епархия Аделаиды передала часть своей территории новой епархии Епархия Порт-Августа (сегодня — Епархия Порт-Пири) и в этот же день епархия Аделаиды была возведена в ранг архиепархии.

## Ординарии архиепархии
- епископ Фрэнсис Мёрфи[англ.] (22.04.1842 — 26.04.1858);
- епископ Патрик Бонавентур Джогеган[англ.] (8.09.1859 — 10.03.1864) — назначен епископом Гоулбёрна;
- епископ Лоренс Бонавентур Шейл[англ.] (15.08.1866 — 1.03.1872);
- архиепископ Кристофер Огастин Рейнольдс[англ.] (25.03.1873 — 12.06.1893);
- архиепископ Джон О’Рейли[англ.] (5.01.1895 — 6.07.1915);
- архиепископ Роберт Уильям Спенс[англ.] (6.07.1915 — 5.11.1934);
- архиепископ Эндрю Киллиан[англ.] (5.11.1934 — 28.06.1939);
- архиепископ Мэттью Беович[англ.] (11.12.1939 — 1.05.1971);
- архиепископ Джеймс Уильям Глисон[англ.] (1.03.1971 — 19.06.1985);
- архиепископ Леонард Энтони Фолкнер[англ.] (19.06.1985 — 3.12.2001);
- архиепископ Филипп Эдвард Уилсон (3.12.2001 — 30.07.2018);
- архиепископ Патрик Майкл О’Риган[англ.] (19.03.2020 — по настоящее время).

## Источник
- Annuario Pontificio, Libreria Editrice Vaticana, Città del Vaticano, 2003, ISBN 88-209-7422-3
- Бреве Ex debito/Raffaele de Martinis, Iuris pontificii de propaganda fide. Pars prima, V, Romae 1893, p. 293  (лат.)